# Титаник (фильм, 1997)
«Тита́ник» (англ. Titanic) — американская эпическая романтическая драма и фильм-катастрофа 1997 года режиссёра Джеймса Кэмерона, в котором показана гибель легендарного лайнера «Титаник». Герои фильма, будучи представителями разных социальных слоёв, влюбились друг в друга на борту лайнера, совершавшего свой первый и последний рейс через Атлантический океан в 1912 году. Главные роли исполнили Леонардо Ди Каприо и Кейт Уинслет.
Премьера фильма в США состоялась 19 декабря 1997 года. Дистрибьютором фильма в Северной Америке выступила компания Paramount Pictures, во всём остальном мире — 20th Century Fox. Бюджет составил 200 млн долларов США — рекордный для своего времени. «Титаник» также установил рекорд кассовый, став первой картиной, преодолевшей рубеж в 1 млрд $, второй — в 2 млрд $, и самым кассовым фильмом за всю историю кинематографа, собрав в оригинальном прокате во всём мире свыше 1,8 миллиарда долларов, и удерживал этот показатель на протяжении 12 лет, пока оно не было побито фильмом того же режиссёра «Аватар». Помимо этого, он возглавлял американский бокс-офис 15 недель, что сделало его вторым фильмом после «Инопланетянина» (1982), находившегося на этой позиции дольше всех — 16 недель.
«Титаник» был выдвинут на соискание кинопремии «Оскар» в 14 номинациях. 23 марта 1998 года фильм получил премию в 11 номинациях, включая награду «Лучший фильм» 1997 года. Картина является рекордсменом по числу полученных наград «Оскар» наряду с «Бен-Гур» (1959) и «Властелин колец: Возвращение короля» (2003).
5 апреля 2012 года, в год 100-летия катастрофы и 15-летия выпуска фильма, состоялась его премьера в формате 3D и IMAX 3D. На съёмку трехмерной версии было потрачено $18 млн. Время на создание новой версии составило 60 недель, что превысило общий съёмочный период самого фильма.
В 2017 году «Титаник» был выбран для сохранения в Национальном реестре фильмов США.

## Сюжет
В 1996 году охотник за сокровищами Брок Лаветт и его команда на научно-исследовательском судне «Академик Мстислав Келдыш» на глубоководных батискафах «Мир-1» и «Мир-2» погружаются на дно Атлантического океана, где покоятся обломки «Титаника», затонувшего 15 апреля 1912 года. Они обнаруживают сейф, в котором, по предположению Лаветта, должен находиться кулон с голубым бриллиантом, известным как «Сердце океана». В начале XX века Натан Хокли, по прозвищу «Питтсбургский Ротшильд», приобрёл его для своего сына Каледона Хокли, а тот подарил бриллиант в качестве свадебного подарка своей невесте — англичанке Розе Дьюитт-Бьюкейтер, вместе с которой плыл на «Титанике» в США, где они должны были пожениться. По некоторым данным известно, что Каледон спасся, Роза погибла, а драгоценность должна находиться в сейфе на дне океана. Но, к разочарованию исследователей, в сейфе оказываются только размокшие бумаги, среди которых хорошо сохранившийся портрет, датированный 14 апреля 1912 года. На портрете, подписанном инициалами «J. D.», изображена обнажённая девушка с похожим кулоном. Очень пожилая женщина случайно видит телевизионный репортаж об экспедиции, звонит на борт судна и сообщает Лаветту, что на этом портрете изображена она сама. Несмотря на предположения, что престарелая дама вполне может оказаться либо аферисткой, либо выжившей из ума, Лаветт соглашается с ней встретиться (поскольку все остальные, знающие о бриллианте, или уже умерли или погибли ещё во время крушения). Роза (так зовут старую даму) в сопровождении внучки Лиззи прилетает на вертолёте на исследовательское судно. Убедив Лаветта и его команду, что она действительно — та девушка с портрета, женщина начинает свой рассказ, и действие переносится на 84 года назад.
10 апреля 1912 года 17-летняя Роза, её мать Руфь и Каледон Хокли поднимаются в Саутгемптоне на борт «Титаника» в качестве пассажиров 1-го класса. Будущий брак Каледона и Розы строится на расчёте — Руфь хочет выдать дочь за богача, поскольку после смерти главы их семейства остались только долги. Роза не любит Каледона и внутренне противится этому браку. Молодой американец Джек Доусон и его приятель итальянец Фабрицио, мечтающие уехать в Америку, выигрывают в покер билеты на лайнер в 3-й класс и в самый последний момент успевают попасть на борт. Через день, после отплытия из Квинстауна (последней стоянки корабля), Роза, в отчаянии от своего положения продаваемой невесты, хочет кончить жизнь самоубийством, спрыгнув с кормы судна. Джек, случайно находившийся рядом, её останавливает. Оказавшиеся по близости люди подозревают Джека в нападении на девушку, но Роза за него заступается. Каледон, потехи ради, приглашает его на обед. После обеда Роза с Джеком сбегает в салон 3-го класса на праздник, который приходится ей по душе больше светских развлечений. Во время утренней прогулки Джек, бродячий художник-самоучка, показывает ей свой альбом с рисунками. Между ними завязывается дружба. Но мать и жених категорически против такого сближения. Каледон поручает своему камердинеру, бывшему полицейскому Лавджою слежку на Розой.
Днём 14 апреля Джеку, укравшему для маскировки пальто и шляпу какого-то состоятельного пассажира, удаётся пробраться на верхнюю палубу. Томас Эндрюс, строитель «Титаника», проводит небольшую экскурсию для пассажиров, и Роза отмечает, что мест в спасательных шлюпках не хватит на всех пассажиров. Эндрюс успокаивает девушку, говоря, что шлюпки не понадобятся — корабль ведь непотопляемый. Джек незаметно для остальных увлекает Розу в гимнастический зал, где пытается убедить, что пустая светская жизнь и брак с нелюбимым морально погубят ее, и фактически признаётся ей в любви. Роза пытается убедить его и себя, что она в полном порядке, однако вечером сама находит его на палубе. В роскошной каюте Кэла Джек, по просьбе Розы, рисует её обнажённой, только с кулоном «Сердце океана» на шее. Роза прячет рисунок вместе с бриллиантом в сейф, написав Каледону язвительную записку. Лавджой, обнаружив Джека и Розу вместе, преследует их, но теряет их след у входа в котельную. Укрывшись в  грузовом отсеке, в автомобиле, Джек и Роза занимаются любовью. 
Тем временем капитан Смит по настоянию исполняющего директора «White Star Line» Дж. Исмея игнорирует предупреждения о многочисленных айсбергах по курсу судна, и «Титаник» продолжает идти ночью с большой скоростью. Вперёдсмотрящие Фредерик Флит и Реджинальд Ли вдруг замечают айсберг прямо по курсу судна. Вахтенный офицер, первый помощник капитана Уильям Мэрдок пытается предотвратить столкновение, но безуспешно. В 23:40 лайнер сталкивается правым бортом с подводной частью айсберга, и вода начинает затапливать носовые отсеки лайнера. 
Каледон находит рисунок и записку в своём сейфе и понимает, что произошло между Розой и Джеком. По его приказу Лавджой подбрасывает бриллиант в карман украденного Джеком пальто и обвиняет Джека в краже бриллианта. Судовая полиция запирает Джека в каюте интенданта. Между тем, конструктор Томас Эндрюс докладывает капитану Смиту, Брюсу Исмею и офицерам, что «Титаник» получил серьёзные повреждения и продержится на плаву не более двух часов. Радисты, по приказу капитана, передают сигнал бедствия, но выясняется, что ближайшая к месту катастрофы «Карпатия» сможет подойти только через 4 часа. Смит приказывает начать эвакуацию, первыми в шлюпки сажают женщин и детей. Оркестр, для спокойствия пассажиров, переходит играть на палубу. Роза понимает, что Каледон разыграл спектакль с кражей бриллианта. От Эндрюса она узнаёт, где заперт Джек, и освобождает его. Пытаясь выбраться с нижних палуб, Джек с Розой встречают Фабрицио и ирландца Томми, и они вчетвером находят выход наверх. Роза отказывается эвакуироваться без Джека, однако Каледон и Джек убеждают её сесть в шлюпку. Не выдержав, Роза выскакивает из опускающейся шлюпки на одну из нижних палуб и там её перехватывает Джек. Разъярённый Каледон с пистолетом Лавджоя преследует влюблённых. Он загоняет их в столовую 1-го класса, но столовая наполовину затоплена, и он возвращается на лестницу. Тут Каледон понимает, что бриллиант остался в кармане пальто, которое он перед этим надел на Розу. 
Джек и Роза слышат крики о помощи и замечают забытого малыша. Они берут его с собой, но в это время появляется отец ребёнка и грубо отнимает его у Джека. Внезапно на его пути сильный напор воды выбивает двери, и огромный поток, сметя отца и сына, устремляется на Джека и Розу. Они пытаются спастись, но вода сбивает их с ног и выносит к запертой решётке. Случайно оказавшийся рядом стюард старается открыть замок, но роняет ключи в воду. Джек достаёт их и ценой неимоверных усилий открывает двери. 
Вода затопляет носовую часть палубы «А». Среди пассажиров начинается паника. С крыши надстройки сбрасывают шлюпку, Томми и Фабрицио пытаются пробраться в неё. Уильям Мэрдок, контролирующий эвакуацию на этой палубе, угрожает пристрелить любого, кто не подчинится. Один из пассажиров пытается пробраться к шлюпке по надстройкам, и Мэрдок убивает его, а затем — Томми, которого толпа случайно подталкивает к шлюпке. Ужаснувшись содеянному, Мэрдок отдаёт честь обречённому судну и сам стреляет себе в висок. Каледону удаётся сесть в шлюпку, взяв на руки потерявшуюся девочку. Вода достигает капитанского мостика. Музыканты, в последний раз, исполняют христианский гимн «Nearer, My God, to Thee». Капитан Эдвард Смит, понимая, что вина за гибель людей лежит на нём, запирается в рулевой рубке; конструктор Томас Эндрюс остаётся в курительной комнате 1-го класса; те, кому не хватило места на шлюпках, ждут смерти в каютах. После крена лайнера на нос первая дымовая труба обрушивается, убивая на Фабрицио и ещё несколько человек. Джек и Роза вместе с другими оставшимися на борту людьми пытаются спастись на кормовой части судна. Гаснет электричество, и "Титаник", разломившись надвое, уходит под воду.
Джек и Роза выбираются из воронки, образовавшейся от тонущего судна. Вокруг кричат погибающие люди. Джеку удаётся затащить Розу на обломок деревянной двери, но ему самому там нет места. Постепенно наступает полная тишина — люди, оказавшись в ледяной воде, погибли от переохлаждения. Роза, в полузабытьи, напевает песню, которую ей пел Джек: «Летит Джозефина в крылатой машине. Всё выше и выше, и выше летит…». Появляется шлюпка, управляемая пятым помощником Гарольдом Лоу, они ищут выживших, но вокруг только мёртвые тела. Роза видит, что Джек тоже умер. Тогда, пообещав ему никогда не сдаваться, она доплывает до умершего старшего помощника Генри Уайлда и, воспользовавшись его свистком, привлекает к себе внимание спасателей. Утром спасшихся на шлюпках подбирает «Карпатия». На её борту Каледон ищет Розу, но та, заметив его, скрывает лицо (её голос за кадром сообщает, что Каледон в дальнейшем женился и унаследовал отцовское состояние, но во время краха 1929 года застрелился). По прибытии в Нью-Йорк она называется Розой Доусон, окончательно порывая с прошлым.
Действие возвращается в 1996 год. Команда Лаветта сообщает Розе, что никаких сведений о Джеке Доусоне не было. Роза говорит, что их и не могло быть, поскольку его билет был на другое имя, и что Джек остался жить лишь в её памяти. Ночью Роза идёт на корму судна «Академик Мстислав Келдыш», достаёт бриллиант «Сердце океана» (по прибытии в Нью-Йорк Роза, глядя на Статую Свободы, обнаруживает его в кармане пальто) и бросает в воду, где покоится затонувший «Титаник». Позже она показана лежащей в своей каюте (рядом фотографии, на которых она в молодости, возле самолёта, верхом на лошади на пристани в Санта-Монике, где они с Джеком мечтали побывать). Изображение переносится  переносится на дно Атлантики, затонувший «Титаник» преображается до своего первоначального состояния. Юная Роза, под аплодисменты всех погибших в ту ночь, поднимается по главной лестнице, где её ждёт Джек. Часы показывают 2 часа 20 минут — время окончательной гибели "Титаника".

## Съемочная группа
- Режиссёр: Джеймс Кэмерон
- Сценарист: Джеймс Кэмерон
- Продюсеры: Джеймс Кэмерон, Джон Ландау, Памела Исли, Грант Хилл, Шарон Манн
- Композитор: Джеймс Хорнер
- Оператор: Расселл Карпентер
- Монтаж: Конрад Бафф IV, Джеймс Кэмерон, Ричард А. Харрис
- Подбор актёров: Мали Финн
- Художники-постановщики: Питер Ламонт, Билл Ри, Мартин Лэйнг
- Декоратор: Майкл Форд
- Художник по костюмам: Дебора Линн Скотт

### В ролях
| Актёр                                                                            | Персонаж                                                                         |
| Персонажи на научно-исследовательском судне «Академик Мстислав Келдыш», 1996 год | Персонажи на научно-исследовательском судне «Академик Мстислав Келдыш», 1996 год |
| -------------------------------------------------------------------------------- | -------------------------------------------------------------------------------- |
| Глория Стюарт                                                                    | Роза Кэлверт в старости                                                          |
| Билл Пэкстон                                                                     | Брок Лаветт                                                                      |
| Сьюзи Эмис                                                                       | Лиззи Кэлверт (внучка Розы)                                                      |
| Льюис Абернати                                                                   | Льюис Бодин                                                                      |
| Анатолий Сагалевич                                                               | камео                                                                            |
| Персонажи на лайнере «Титаник», 1912 год                                         |                                                                                  |
| Кейт Уинслет                                                                     | Роза Дьюитт Бьюкейтер                                                            |
| Леонардо Ди Каприо                                                               | Джек Доусон                                                                      |
| Билли Зейн                                                                       | Каледон Хокли                                                                    |
| Кэти Бейтс                                                                       | Молли Браун                                                                      |
| Фрэнсис Фишер                                                                    | Руфь Дьюитт Бьюкейтер                                                            |
| Бернард Хилл                                                                     | Эдвард Джон Смит                                                                 |
| Дэвид Уорнер                                                                     | Спайсер Лавджой                                                                  |
| Виктор Гарбер                                                                    | Томас Эндрюс                                                                     |
| Джонатан Хайд                                                                    | Брюс Исмей                                                                       |
| Дэнни Нуччи                                                                      | Фабрицио Де Росси                                                                |
| Джейсон Бэрри                                                                    | Томми Райан                                                                      |
| Ивэн Стюарт                                                                      | Уильям Мэрдок                                                                    |
| Йоан Гриффит                                                                     | Гарольд Лоу                                                                      |
| Джонатан Филлипс                                                                 | Чарльз Лайтоллер                                                                 |
| Эрик Браден                                                                      | Джон Джекоб Астор                                                                |
| Бернард Фокс                                                                     | Арчибальд Грейси                                                                 |
| Майкл Энсайн                                                                     | Бенджамин Гуггенхайм                                                             |
| Мартин Джарвис                                                                   | сэр Космо Дафф-Гордон                                                            |
| Розалинд Эйрс                                                                    | Люси Кристина, леди Дафф-Гордон                                                  |
| Рошелль Роуз                                                                     | Люси Ноэль Марта Лесли, графиня Ротес                                            |
| Джеймс Ланкастер                                                                 | Томас Байлз                                                                      |
| Эльза Рейвен                                                                     | Ида Штраус                                                                       |
| Лю Палтер                                                                        | Исидор Штраус                                                                    |
| Эдвард Флетчер                                                                   | Джеймс Муди                                                                      |
| Грегори Кук                                                                      | Джек Филлипс                                                                     |
| Крейг Келли                                                                      | Гарольд Брайд                                                                    |
| Джонатан Эванс-Джонс                                                             | Уоллес Хартли                                                                    |
| Пол Брайтуэлл                                                                    | Роберт Хитченс                                                                   |
| Скотт Дж. Андерсон                                                               | Фредерик Флит                                                                    |
| Мартин Ист                                                                       | Реджинальд Ли                                                                    |
| Марк Линдсей Чепмен                                                              | Генри Уайлд                                                                      |
| Дерек Ли                                                                         | кочегар Барретт                                                                  |
| Ричард Грэхэм                                                                    | Джордж Роу                                                                       |
| Терри Форестэл                                                                   | Джозеф Белл                                                                      |
| Лиам Туохи                                                                       | Чарльз Джоухин                                                                   |
| Рон Донахи                                                                       | Томас Кинг, вахтенный офицер                                                     |
| Роки Тэйлор                                                                      | Берт Картмелл                                                                    |
| Александра Оуэнс                                                                 | Кора Картмелл                                                                    |
| Эми Гэйпа                                                                        | Труди Болт, горничная Дьюитт Бьюкейтеров                                         |
| Камилла Овербай Рус                                                              | Хельга Даал                                                                      |
| Дженетт Голдстин                                                                 | женщина с двумя детьми                                                           |
| Саймон Крейн                                                                     | Джозеф Боксхолл                                                                  |
| Кевин Де Ла Ной                                                                  | Герберт Питман                                                                   |

Имена вымышленных персонажей выделены жирным шрифтом.

## История создания

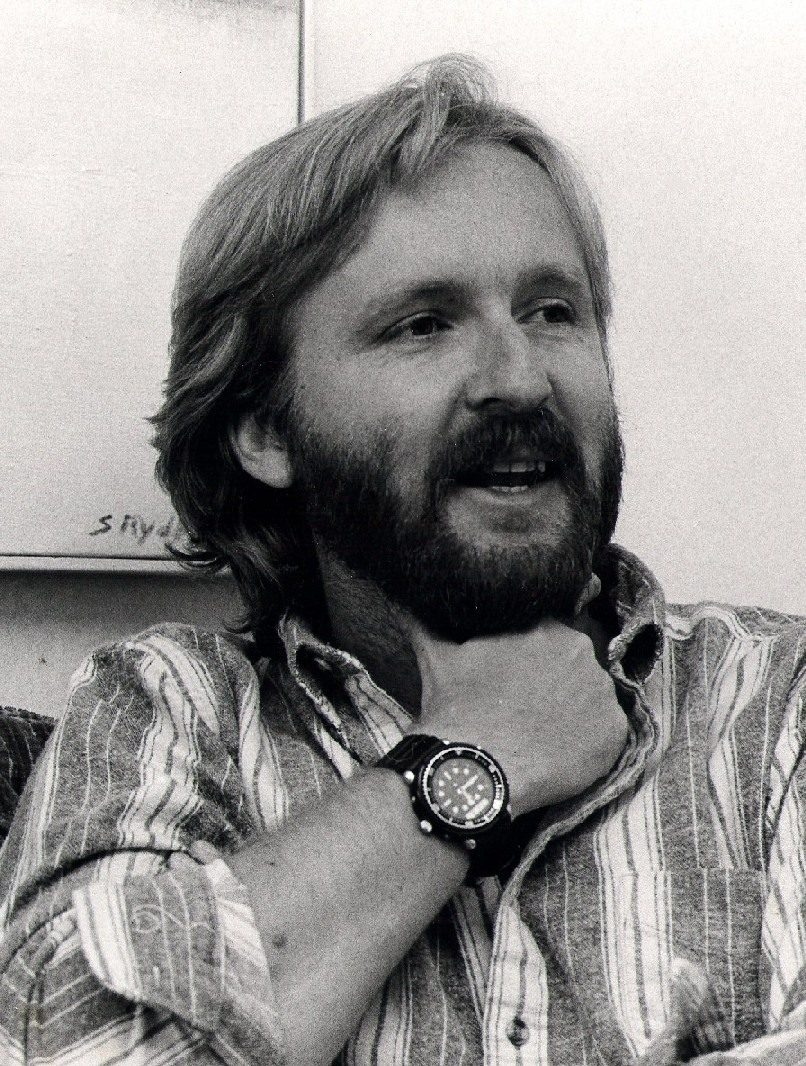
Джеймс Кэмерон в 1986 году

Впервые Джеймс Кэмерон задумался о возможной кинопостановке в 1987 году, когда на телеканале «National Geographic Channel» посмотрел документальный фильм о «Титанике». Но всерьёз заниматься подготовкой сценария для будущего фильма начал, когда его друг Льюис Эбернети подарил ему свой труд о «Титанике». К 1994 году Кэмерон написал сценарий, а в начале 1995 года предложил его кинокомпании 20th Century Fox, которая выделила на стартовые расходы 3 млн долларов. До начала съёмок на студии «Digital Domain», принадлежащей Джеймсу Кэмерону, была создана компьютерная анимация процесса крушения лайнера, впоследствии использованная в фильме.
В сентябре 1995 года Кэмерон совершил двенадцать погружений к «Титанику» на батискафах «Мир-1» и «Мир-2» с борта российского научно-исследовательского судна «Академик Мстислав Келдыш». Брат режиссёра Майкл Кэмерон, инженер по профессии, разработал систему подводных камер для съёмок затонувшего лайнера. Во время каждого погружения Кэмерон мог снимать только 15 минут из-за ограниченного количества плёнки в камере.
Понимая, что самой главной сценой, из-за которой зрители пойдут на фильм, будет крушение лайнера, Джеймс Кэмерон пригласил для создания спецэффектов 17 студий. Ведущей среди них стала «Digital Domain», где под руководством будущего лауреата премии «Оскар» Роберта Легато создавались визуальные эффекты к фильму.
Съёмки фильма начались 31 июля 1996 года, начальный бюджет тогда составлял 110 млн долларов.

 После того как я увидел обломки настоящего «Титаника», мне стало ясно, что я не имею права ни в чём схалтурить. Когда мы с русскими закончили подводные съёмки, я попросил всех собраться на палубе. Перед этим мы снимали всю ночь и весь день, больше 17 часов. Люди были предельно измотаны, но все собрались на носу лайнера, и мы спустили на воду венок, на котором написали: «Памяти пассажиров и экипажа „Титаника“». Наш фильм — кинематографический венок этим людям.
— Джеймс Кэмерон о съёмках фильма
Для съёмок была построена новая студия на побережье Росарито в Мексике, в 40 километрах к югу от государственной границы с США. В огромном бассейне был сооружён макет лайнера почти в натуральную величину. Финальная модель созданного лайнера достигала 231 метра в длину, тогда как настоящий лайнер был на 38 метров длиннее. Но, несмотря на грандиозные размеры декораций, количество повторяющихся компонентов лайнера (таких как иллюминаторы) было уменьшено, а некоторые детали были смоделированы всего на 90 %. Также в ходе съёмочного процесса вместо вертолётов было решено задействовать 50-метровый кран, помещённый на рельсы. Всё это было сделано в целях уменьшения накладных расходов.
Во время съёмок массовых сцен актёры были одеты в костюмы, обвешанные датчиками для захвата движения. При этом создатели воспользовались услугами всего 40 человек. При съёмке падающих при крушении лайнера людей была использована смоделированная на компьютере вода. Это позволило сделать столкновение с ней более драматичным и натуральным. Для съёмки сцены, где дельфины плывут перед килем судна, были использованы как дрессированные млекопитающие, так и их компьютерные модели, которые были созданы и наложены на основной видеоряд студией Hammerhead Productions. «Айсберг» был сделан из пенообразователя, покрытого стекловолокном и воском.
Съёмки фильма закончились 23 марта 1997 года. Тем не менее, к намеченному на июль того же года сроку выхода на экраны фильм подготовить не удалось. В Голливуде начали распространяться слухи о том, что с «Титаником» может повториться та же ситуация, что и с фильмом «Врата рая», продолжительность которого в своё время пришлось сократить. Окончательный бюджет «Титаника» возрос до 200 млн долларов, что сделало его на тот момент самым дорогостоящим фильмом всех времён. Выпускающая кинокомпания 20th Century Fox для уменьшения огромных расходов решила привлечь к сотрудничеству конкурента Paramount Pictures.

## Фильм в прокате

### Даты премьер
Предпремьерный показ фильма состоялся 1 ноября 1997 года на Международном кинофестивале в Токио. Также закрытые показы прошли в Лондоне (18 ноября) и в Лос-Анджелесе (14 декабря). В широкий прокат фильм вышел в основном 18, 19 и 20 декабря 1997 года (в США — 19 декабря). 17 ноября в Калининграде в кинотеатре «Заря» состоялся премьерный показ для членов экипажа научно-исследовательского судна «Академик Мстислав Келдыш» и их родственников. Кэмерон лично провёл презентацию, где также присутствовал создатель глубоководных аппаратов «Мир-1» и «Мир-2» Анатолий Сагалевич. В России премьера состоялась на три месяца позже — 20 февраля 1998 года. Страной, где прошла последняя премьера «Титаника» (даже повторный релиз), является Южная Корея (13 марта 1999 года). Также повторные релизы фильма в формате 3D прошли в Чехии, России, Японии, Молдавии, Румынии и Швеции.

### Коммерческие анализы
Перед выходом «Титаника» различные кинокритики предсказывали, что фильм станет значительным коммерческим разочарованием, так как он был самой дорогой картиной, когда-либо снятой в то время. Когда фильм показали прессе осенью 1997 года, были тревожные предчувствия, поскольку люди, отвечающие за показы, считали, что они были на грани потери работы. Кэмерон также подумал, что в какой-то момент во время съемок он «шел к катастрофе». 
Последние шесть месяцев мы трудились над «Титаником», зная, что студия потеряет 100 миллионов долларов. Это была абсолютная уверенность.
Особая критика обрушилась на Кэмерона за его «высокомерие» и «монументальную экстравагантность». Кинокритик Los Angeles Times написал, что «чрезмерная гордость Кэмерона была близка к тому, чтобы опрокинуть этот проект» и что «фильм был избитой, полностью производной копией старых голливудских романов».
В результате фильм стал кассовым хитом. Он был показан на 3200 экранах через десять недель после премьеры, и из пятнадцати недель подряд, проведенных на вершине чартов, общий объём продаж на девятой неделе выпуска вырос на 43 %. Он заработал более 20 миллионов долларов за каждый из своих первых 10 уикендов, а через 14 недель все ещё приносил более 1 миллиона долларов в будние дни. Компания 20th Century Fox подсчитала, что семь процентов американских девочек-подростков посмотрели «Титаник» дважды к пятой неделе. Кроме того, молодые женщины серьёзно увлеклись Ди Каприо и посмотрели фильм несколько раз, что привело к рекордным кассовым сборам, другие отчёты приписывают успех фильма положительному сарафанному радио и повторной аудитории из-за истории любви в сочетании с новаторскими спецэффектами. Журнал The Hollywood Reporter подсчитал, что после совокупных затрат на производство и продвижение в размере 487 миллионов долларов фильм принес чистую прибыль в размере 1,4 миллиарда долларов, при этом прибыль на сегодняшний день составляет 4 миллиарда долларов после учёта вспомогательных источников.
Влияние «Титаника» на мужчин также было замечено. Он считается одним из фильмов, которые заставляют мужчин плакать. Иэн Ходдер из MSNBC заявил, что мужчины восхищаются стремлением Джека к приключениям и его амбициозным поведением, направленным на завоевание Розы. Способность фильма заставлять мужчин плакать была кратко спародирована в фильме «Добро пожаловать в Zомбилэнд», где персонаж Таллахасси (Вуди Харрельсон), вспоминая смерть своего маленького сына, заявляет: Я так не плакал со времен «Титаника».
Цитаты в фильме способствовали его популярности. Коронная фраза Джека ― «Я король мира!» стала одной из самых популярных цитат киноиндустрии.

### Кассовые сборы
Дистрибьютором фильма в Северной Америке (в США и Канаде) выступила компания Paramount Pictures. Но так как бюджет «Титаника» составил 200 млн долларов (рекордный для своего времени), во всём остальном мире дистрибьютором стала компания 20th Century Fox. «Титаник» вышел на экраны Северной Америки 19 декабря 1997 года.
В свой первый уик-энд фильм собрал около 28 млн долларов и только к Новому Году его сборы достигли 100 млн долларов за уик-энд. «Титаник» занимал первую строчку американского бокс-офиса в течение четырёх месяцев и впоследствии стал самым прибыльным фильмом за всю историю кинематографа, собрав свыше 1,8 млрд долларов (удвоив предыдущий мировой рекорд). Только 12 лет спустя, в 2010 году, его рекорд был побит фильмом «Аватар» того же режиссёра. Ниже приведены основные кассовые сборы фильма (во время оригинального проката).
- За первый уик-энд в США (19-21 декабря 1997 года): 28 638 131 $ (4,8 % от сборов в США, 2674 кинотеатров — 10 709 $ в среднем с каждого).
- В США: 600 788 188 $ (32,6 % от общих сборов в мире, 3 265 — максимальное количество кинотеатров).
- В остальном мире: 1 242 690 261 $ (67,4 % от общих сборов в мире).
- В общем (США + остальной мир): 1 843 478 449 $.
- В Японии: 225 000 000 $.
- В Германии: 128 453 585 $.
- В Великобритании: 115 419 231 $.
- В Испании: 43 672 525 $.
- В Мексике: 27 136 604 $.
- В Аргентине: 21 559 149 $.
- В Австрии: 13 295 461 $.
- В России: 5 200 000 $.

Фильм стал самым популярным зарубежным фильмом за всю историю финского кинопроката, в 1998 году его посмотрели 1 028 853 зрителя; 3D-версию 2012 года посмотрели 86 101 человек — это 32-й результат за год.

### Повторные релизы
Планы конвертировать фильм в 3D возникли у Кэмерона ещё в 2004 году, однако их пришлось отложить до того времени, когда технологии достигли уровня, благодаря которому подобная операция могла бы быть осуществлена с наилучшим качеством. На конвертацию ушло 60 недель — больше времени, чем на съёмки — и дополнительных расходов в 18 млн долларов. Была затронута только техническая часть — фильм также был конвертирован в 4K-разрешение без изменений кадров, даже с сюжетными несоответствиями, за исключением эпизода с рисунком созвездия на ночном небе. Премьера «Титаника в 3D» состоялась 5 апреля 2012 года, добавив к общим кассовым сборам ещё 350 449 521 долларов.
1 декабря 2017 года в честь 20-летия выхода фильма в США состоялся повторный релиз «Титаника». Фильм был выпущен в 87 кинотеатрах и собрал 691 642 доллара, из них 438 602 в первый уикенд.
10 февраля 2023 года к 25-летию картины вышла версия фильма в формате 3D 4K HDR.
Суммарные кассовые сборы фильма вместе с 3D-версией 2012 года и всеми перевыпусками составляют более 2,2 млрд долларов США.

### Видео- и телепрокат
«Титаник» в дополнение к 2,2 млрд $, которые он собрал в кинотеатрах, заработал более 1,2 млрд $ на продажах и аренде видео и DVD. Таким образом, после учёта дохода от домашнего видео фильм заработал более 3 млрд $. «Титаник» заработал ещё 55 млн $ за право вещания на телеканалах NBC и HBO, что составляет около 9 % его валового дохода в Северной Америке.

## Отзывы общества и прессы
Фильм собрал по большей части положительные отзывы критиков и простых зрителей. На сайте Rotten Tomatoes «Титаник» получил рейтинг 88 % от критиков (248 обзоров) и 69 % от простых посетителей сайта. На сайте Metacritic фильм также получил 75 баллов из 100 от критиков (35 обзоров) и оценку 8,4 от посетителей. В крупнейшей базе данных фильмов IMDb «Титаник» имеет средний рейтинг посетителей в 7,9 из 10. Один из самых известных кинокритиков Роджер Эберт оценил фильм в 4 балла из 4-х возможных и поставил «Титаник» в первую десятку лучших фильмов 1997 года.
Американский институт киноискусства (AFI) каждый год обновляет списки с общим началом в названии «100 лет — 100…». Фильм «Титаник» занял в них различные места:
- 25 место в списке «100 лет — 100 самых захватывающих фильмов всех времён».
- 37 место в списке «100 лет — 100 самых романтических фильмов всех времён».
- Песня «My Heart Will Go On» занимает 14 место в списке «100 лет — 100 самых лучших песен из фильмов всех времён».
- Фраза Джека Доусона «Я — король мира» занимает 100 место в списке «100 лет — 100 самых лучших цитат из фильмов всех времён».

Некоторые отзывы о фильме:

Вполне возможно, что Джеймс Кэмерон, автор «Терминаторов», «Бездны» и «Чужих» поставил точку, закрывающую тему. Идёт фильм более трёх часов, но, уверяю вас, мне кажется, что посмотрит его любой, чьему сердцу дорог кинематограф. Сам же макет «Титаника», увенчанный лаврами «Оскаров», наверняка займёт достойное место у входа на ВДНХ США.
— М. Иванов (film.ru)

И всё свидетельствует о том, что новых открытий, которые помогли бы нам восстановить истинную причину катастрофы, более не предвидится. Картина Кэмерона всё же сделала такое открытие. Воссоздав реальный масштаб случившегося, сердце океана вновь забилось, спустя чуть меньше века обратив исконно божеские замашки человека внутрь самих себя.
— Павел Кортунов (kinomania.ru)

Как-то раз, после того как я перенес тяжелую болезнь в госпитале и вернулся домой, я сел смотреть «Титаник». Никогда в жизни я так остро не чувствовал наносимый моему мозгу ущерб.
— Стивен Кинг ()

## Награды и номинации
К настоящему времени фильм «Титаник» имеет 87 наград и ещё 48 номинаций. Самыми значимыми из них являются 11 премий «Оскар». «Титаник» является вторым по хронологии фильмом, получившим столько «Оскаров», после «Бен-Гур». Этот же успех пока смог повторить только фильм «Властелин колец: Возвращение короля». Наряду с фильмами «Всё о Еве» и «Ла-Ла Ленд» «Титаник» является рекордсменом по числу номинаций на премию «Оскар» — 14.

### Награды
| Премия «Оскар» | Премия «Оскар» |
| --- | -------------- |
| 1998 |                |
| Лучший фильм (продюсеры: Джеймс Кэмерон и Джон Ландау) |                |
| Лучший режиссёр (Джеймс Кэмерон) |                |
| Лучшая работа оператора (Расселл Карпентер) |                |
| Лучшая работа художника-постановщика/декоратора (Питер Ламонт, Майкл Форд)                                                                                             |                |
| Лучший дизайн костюмов (Дебора Линн Скотт) |                |
| Лучший звук (Гэри Райдстром, Том Джонсон, Гэри Саммерс, Марк Улано) |                |
| Лучший монтаж (Конрад Бафф IV, Джеймс Кэмерон, Ричард Харрис) |                |
| Лучший монтаж звуковых эффектов (Том Беллфорт, Кристофер Бойес) |                |
| Лучшие визуальные эффекты (Роберт Легато, Марк Ласофф, Томас Фишер, Майкл Канфер)                                                                                      |                |
| Лучшая песня (Джеймс Хорнер и Уилл Дженнигс за песню «My Heart Will Go On», исполненную Селин Дион)                                                                    |                |
| Лучшая музыка к драматическому фильму (Джеймс Хорнер) |                |
| Премия «Золотой глобус» |                |
| 1998 |                |
| Лучший фильм (драма) |                |
| Лучший режиссёр (Джеймс Кэмерон) |                |
| Лучшая песня (Джеймс Хорнер и Уилл Дженнигс за песню «My Heart Will Go On», исполненную Селин Дион)                                                                    |                |
| Лучшая музыка (Джеймс Хорнер) |                |
| MTV Movie Awards |                |
| 1997 |                |
| Лучший фильм |                |
| Лучшая мужская роль (Леонардо Ди Каприо) |                |
| Премия Гильдии киноактёров США |                |
| 1998 |                |
| Лучшая женская роль второго плана (Глория Стюарт) |                |
| Кинопремия журнала «Empire» |                |
| 1998 |                |
| Лучший фильм |                |
| Лучшая британская актриса (Кейт Уинслет) |                |
| Премия «Грэмми» |                |
| 1998 |                |
| Лучшая песня, написанная специально для художественного фильма или телепередачи (Джеймс Хорнер и Уилл Дженнигс за песню «My Heart Will Go On», исполненную Селин Дион) |                |

### Номинации
| Премия «Оскар»                                                                                | Премия «Оскар» |
| --------------------------------------------------------------------------------------------- | -------------- |
| 1998                                                                                          |                |
| Лучшая женская роль (Кейт Уинслет)                                                            |                |
| Лучшая женская роль второго плана (Глория Стюарт)                                             |                |
| Лучший грим (Тина Ирншоу, Грег Кэнном, Симон Томпсон)                                         |                |
| Премия «Золотой глобус»                                                                       |                |
| 1998                                                                                          |                |
| Лучшая мужская роль (драма) (Леонардо Ди Каприо)                                              |                |
| Лучшая женская роль (драма) (Кейт Уинслет)                                                    |                |
| Лучшая женская роль второго плана (Глория Стюарт)                                             |                |
| Лучший сценарий (Джеймс Кэмерон)                                                              |                |
| MTV Movie Awards                                                                              |                |
| 1997                                                                                          |                |
| Лучшая песня (за песню «My Heart Will Go On», исполненную Селин Дион)                         |                |
| Лучший экранный дуэт (Леонардо Ди Каприо, Кейт Уинслет)                                       |                |
| Лучшая экшен-сцена (за сцену, где лайнер уходит под воду)                                     |                |
| Лучший поцелуй (Леонардо Ди Каприо, Кейт Уинслет)                                             |                |
| Лучшая женская роль (Кейт Уинслет)                                                            |                |
| Лучший злодей (Билли Зейн)                                                                    |                |
| Премия BAFTA                                                                                  |                |
| 1998                                                                                          |                |
| Лучший фильм                                                                                  |                |
| Лучшая работа оператора (Расселл Карпентер)                                                   |                |
| Лучший дизайн костюмов (Дебора Линн Скотт)                                                    |                |
| Лучший монтаж (Конрад Бафф IV, Джеймс Кэмерон, Ричард Харрис)                                 |                |
| Лучший грим (Тина Ирншоу, Симон Томпсон)                                                      |                |
| Лучший художественный дизайн (Питер Ламонт)                                                   |                |
| Лучший звук (Гэри Райдстром, Том Джонсон, Гэри Саммерс, Марк Улано)                           |                |
| Лучшие специальные визуальные эффекты (Роберт Легато, Марк Ласофф, Томас Фишер, Майкл Канфер) |                |
| Премия Дэвида Лина за режиссуру (премия Британской Академии кино и телевидения)               |                |
| 1997                                                                                          |                |
| Джеймс Кэмерон                                                                                |                |
| Премия Энтони Аскита за музыку к фильму (премия Британской Академии кино и телевидения)       |                |
| 1997                                                                                          |                |
| Джеймс Хорнер                                                                                 |                |
| Премия Гильдии киноактёров США                                                                |                |
| 1998                                                                                          |                |
| Лучший актёрский ансамбль                                                                     |                |
| Лучшая актриса (Кейт Уинслет)                                                                 |                |
| Премия «Сезар»                                                                                |                |
| 1998                                                                                          |                |
| Лучший фильм на иностранном языке                                                             |                |
| Премия Общества кинокритиков Лондона                                                          |                |
| 1998                                                                                          |                |
| Фильм года                                                                                    |                |
| Режиссёр года (Джеймс Кэмерон)                                                                |                |
| Британская актриса года (Кейт Уинслет)                                                        |                |

## Саундтрек
Кэмерон написал сценарий фильма, слушая песни Энии. Он предложил ей сочинить музыку для фильма, но она отказалась. В результате музыкальное сопровождение к кинофильму «Титаник» было полностью создано американским композитором Джеймсом Хорнером. Для исполнения вокализа была выбрана норвежское сопрано Сиссель Хюрхьебё, хотя изначально в данной партитуре планировалось использовать исключительно струнные. Режиссёр фильма Джеймс Кэмерон настаивал на отсутствии в нём какой-либо песни, однако изменил своё мнение после прослушивания демонстрационной версии «My Heart Will Go On» с голосом канадской певицы Селин Дион.
Диск с саундтреком к «Титанику», выпущенный компанией Sony Classical 18 ноября 1997 года, разошёлся по всему миру тиражом в 30 миллионов копий. В 1998 за работу над фильмом Джеймс Хорнер получил премию «Оскар» в двух номинациях: «Лучшая музыка к драматическому фильму» и «Лучшая песня к фильму» совместно с Уиллом Дженнингсом, написавшим текст композиции «My Heart Will Go On».
24 ноября 2017 года американская звукозаписывающая компания La-La Land Records выпустила расширенную версию саундтрека «Титаника»: на четырёх дисках размещены оригинальные и альтернативные мелодии из фильма, включающие прежде официально не издававшийся материал. Релиз лимитирован пятью тысячами копий и приурочен к двадцатилетию картины.
| №  | Название композиции                | Авторы / исполнители                       | Время |
| -- | ---------------------------------- | ------------------------------------------ | ----- |
| 1  | Never an Absolution                | Джеймс Хорнер / Сиссель Хюрхьебё           | 3:03  |
| 2  | Distant Memories                   | Джеймс Хорнер                              | 2:23  |
| 3  | Southampton                        | Джеймс Хорнер                              | 4:02  |
| 4  | Rose                               | Джеймс Хорнер / Сиссель Хюрхьебё           | 2:52  |
| 5  | Leaving Port                       | Джеймс Хорнер                              | 3:25  |
| 6  | Take Her to Sea, Mr. Murdoch       | Джеймс Хорнер                              | 4:30  |
| 7  | Hard to Starboard                  | Джеймс Хорнер                              | 6:51  |
| 8  | Unable to Stay, Unwilling to Leave | Джеймс Хорнер / Сиссель Хюрхьебё           | 3:55  |
| 9  | The Sinking                        | Джеймс Хорнер                              | 5:06  |
| 10 | Death of Titanic                   | Джеймс Хорнер                              | 8:24  |
| 11 | A Promise Kept                     | Джеймс Хорнер / Сиссель Хюрхьебё           | 6:02  |
| 12 | A Life So Changed                  | Джеймс Хорнер / Сиссель Хюрхьебё           | 2:12  |
| 13 | An Ocean of Memories               | Джеймс Хорнер / Сиссель Хюрхьебё           | 7:56  |
| 14 | My Heart Will Go On                | Джеймс Хорнер, Уилл Дженнингс / Селин Дион | 5:08  |
| 15 | Hymn to the Sea                    | Джеймс Хорнер / Сиссель Хюрхьебё           | 6:22  |

## Факты

### Об актёрах и персонажах
- Вопреки расхожему мнению, Кейт Уинслет не заработала пневмонию, когда участвовала в съёмках сцен гибели «Титаника», но известно, что она единственная среди актёров снималась без гидрокостюма[57].[неавторитетный источник]
- История Розы частично повторяет биографию калифорнийской актрисы Беатрис Вуд, которая умерла в 1998 году в возрасте 105 лет[58]. Единственную женщину, поднятую из воды после гибели Титаника, также звали Розой (Роза Абботт[англ.]). Биография этой женщины не имела ничего общего с историей экранной Розы, но она также спаслась благодаря тому, что зацепилась за дрейфующий обломок.
- Когда Джеймс Кэмерон писал сценарий к фильму, он считал, что главные герои Джек Доусон и Роза Дьюитт Бьюкейтер должны быть вымышленными персонажами. Только после того как работа над сценарием была завершена, режиссёр узнал, что в экипаже «Титаника» был кочегар Дж. Доусон. Джозеф Доусон, который родился в 1888 году в Дублине. Его тело, как и останки многих других погибших, было захоронено в Галифаксе (Новая Шотландия, Канада).
- В фильме Джек Доусон знакомится с пассажиром 3-го класса Томасом Райаном, который позже был застрелен офицером Уильямом Мёрдоком. В свою очередь на реальном «Титанике» одного из стюардов 3-го класса звали Том Райан. Ему было 27 лет и он родился на Джерси (при поступлении на «Титаник» в качестве домашнего адреса указал Саутгемптон, Альберт-Роуд, 87). Райан тоже погиб, но его тело, если и было найдено, то оказалось в числе неопознанных.
- В качестве кандидатур на роль Джека рассматривались Мэттью Макконахи[59], Том Круз[60] и Джаред Лето[61]. Однако Макконахи показался Кэмерону слишком возрастным, Том Круз запросил слишком высокий гонорар, а Джаред Лето проигнорировал пробы[62].
- Роль Розы в старости исполнила звезда Голливуда 1930-х — 1940-х годов Глория Стюарт. На момент съёмок ей было 87 лет, и она стала старейшим номинантом в истории «Оскара». Глория Стюарт умерла в 2010 году, дожив до 100 лет, как и её героиня в «Титанике»[63].

### О фильме и его съёмках

Постройка модели Титаника в «практически натуральную» величину.

- Фильм «Титаник» стоил больше, чем сам лайнер «Титаник». Строительство лайнера «Титаник» обошлось в 4 млн фунтов, что в современных деньгах составляет 100 млн фунтов, а стоимость фильма Джеймса Кэмерона — 125 млн фунтов[64].[неавторитетный источник]
- Большинство декораций на лайнере — от ковров до люстр — было реконструировано или находилось под присмотром компаний, которые когда-то оснащали настоящий «Титаник». При реконструировании декораций за образец брались декоративные элементы с «Олимпика» — брата-близнеца «Титаника», списанного в 1935 году. После списания многие элементы отделки «Олимпика» нашли вторую жизнь в создании интерьеров отеля «Белый лебедь» в Англии. Владельцы отеля любезно предоставили кинематографистам возможность измерять и фотографировать эти раритеты. Также при воссоздании интерьеров «Титаника» были использованы архивные фотографии интерьеров «Олимпика»[65].
- Съёмки общих планов «Титаника» в открытом океане производились с помощью 45-футовой (примерно 13,7 метров) модели «Титаника», которую снимали маленькой цифровой камерой. Затем в студии Digital Domain на компьютере добавляли дым из труб и воду. Чтобы добиться правдоподобности, был использован алгоритм обнаружения со спутника кораблей и подводных лодок по водным колебаниям. Этот алгоритм учитывал поведение водной поверхности океана в спокойном состоянии и во время движения посторонних объектов. И, наконец, мастера компьютерной графики «Digital Domain» заселяли «Титаник» персонажами, созданными на компьютере. На одном из планов можно видеть даже компьютерного капитана Смита, поправляющего фуражку. Джеймс Кэмерон, давая указания работникам «Digital Domain» сказал: «Представьте, что мы снимаем рекламный клип для компании „White Star Line“»[65].
- Перед тем как приступить к рисованию Розы в своём альбоме, Джек говорит ей: «Вон туда, на кровать, ммм… на диван». На самом же деле здесь должна была быть фраза «Ложись на диван». Это случилось тогда, когда на съёмках Леонардо Ди Каприо слегка напутал текст сценария. Но Кэмерону понравилась эта оговорка, и именно этот дубль вошёл в итоговый вариант фильма.
- Сцена рисования портрета Розы снималась в первый съёмочный день Кейт Уинслет и Леонардо Ди Каприо. После съёмок Ди Каприо спросил у Кэмерона: «Ну, как у меня получилось?». На что режиссёр серьёзно ответил: «Ну, сам знаешь, сегодня твой первый съёмочный день, так что тебя ещё вполне можно и заменить»[65].
- Портрет Розы рисовал сам Джеймс Кэмерон — именно его руки сняты крупным планом в момент рисования[66].
- Съёмки отплытия «Титаника» в Саутгемптонском порту производились «в зеркальном отражении»: из-за экономии модель «Титаника» в натуральную величину покрыли металлом только с правого борта (прогноз погоды предсказывал северный ветер, поэтому было решено поставить модель носом к северу, чтобы ветер относил дым из труб к корме, и это создавало бы дополнительную иллюзию движения судна). Однако в Саутгемптоне настоящий «Титаник» был пришвартован левым бортом, и, чтобы не погрешить против истории, Джеймс Кэмерон решил снимать «наоборот». Для этого часть оборудования, реквизита, костюмов заказали «перевёрнутыми». Позже, при монтаже отснятого материала, изображение «перевернули» так, что всё стало правильно. Кейт Уинслет в одном из интервью призналась, что во время съёмок посадки на лайнер не могла удержаться от смеха, когда читала «∃ИIL ЯATƧ ∃TIHW» на бескозырках матросов[65].
- У модели «Титаника» в натуральную величину отсутствовал нос. Его каждый раз добавляли на компьютере. Когда Джеймс Кэмерон увидел, в какую сумму обошлись эти спецэффекты, он воскликнул: «Лучше бы мы его построили!»[65].
- Поскольку макет «Титаника» почти в натуральную величину был детализирован только на 90 %, о чём было сказано в начале статьи, а модель лайнера, используемая для спецэффектов, была детализирована на 100 %, то в фильме эти две заметно отличающиеся версии «Титаника» сменяют друг друга несколько раз[67].
- Чтобы снять сцену погружения передней части лайнера, пришлось разобрать построенную модель в натуральную величину и поместить её переднюю часть в резервуар глубиной 40 футов. Декорацию поднимали и опускали в воду 8 гидравлических подъёмников. Съёмки эпизода проводились без репетиции[65].
- Во время съёмок сцены столкновения «Титаника» с айсбергом позади палубы, на которой находились Леонардо Ди Каприо и Кейт Уинслет, поставили зелёный экран, который потом во время монтажа заменили на компьютерное изображение (модель) айсберга. Но чтобы сцена выглядела реалистичнее, на палубу сверху сыпали куски настоящего льда. Таким образом, куски отколовшегося от айсберга льда, которые упали за бортом, — компьютерные, а которые попали на борт, — настоящие[65].
- Эффект намёрзшего льда на одежде и волосах пассажиров «Титаника», оказавшихся в воде, достигался тем, что их волосы и одежда покрывались воском, а также специальным порошком, который от соприкосновения с водой превращался в кристаллы. А пар изо рта добавлялся на компьютере[65].
- Джеймс Кэмерон сознательно пошёл на допущение исторической неточности при съёмках эпизодов в спасательных шлюпках. Ночь на 15 апреля 1912 года была безлунной, звёзды давали слишком мало света, а режиссёру надо было хоть как-нибудь осветить декорации. Поэтому Кэмерон дал в руки некоторых офицеров электрические фонарики, которых не было у офицеров в 1912 году[65].
- При постановке спецэффектов Роберт Скотак использовал технические приёмы, придуманные советским кинорежиссёром Павлом Клушанцевым. В 1997 году фильм был удостоен премии «Оскар» за лучшие спецэффекты[68].

### О рекордах фильма
- Всего же фильм был в прокате с 19 декабря 1997 года по 1 октября 1998 года. Таким образом, он обладает рекордом длительности проката — 287 дней[69].[нет в источнике]
- Российский кинотеатр «Салют» (г. Екатеринбург) показывал фильм «Титаник» более 1,5 лет. В 1999 году кинотеатр попал в Книгу рекордов Гиннесса по продолжительности показа фильма (1 год и 7 месяцев)[70].[значимость факта?] При этом сертификат о рекорде получен не был[70].

## О влиянии на другие виды искусства
- В альбоме Боба Дилана Tempest (2012) есть одноимённая композиция, текст которой представляет собой вольный поэтический пересказ «Титаника». В седьмом куплете упоминается имя актёра, исполнившего главную мужскую роль в фильме Кэмерона — Леонардо Ди Каприо: «Лео взял свой альбом, / Снова почувствовав вдохновенье. / Он закрыл глаза и стал рисовать / То, что видел внутренним взором». Песня длится почти 14 минут[71].

## Технические данные
Оригинальный негатив фильма снят на 35-мм киноплёнке в формате «Супер-35». В подводных съёмках использован кашетированный формат «Технископ». Для съёмки всех сцен использовалась сферическая оптика Panavision и киносъёмочные аппараты Panaflex. Прокатные фильмокопии оригинальной версии печатались оптическим способом в двух вариантах: анаморфированные на 35-мм киноплёнке и широкоформатные на 70-мм. Соотношение сторон кадра 35-мм копий составляло 2,35:1, широкоформатных — 2,2:1. 3D-версия фильма для кинотеатров IMAX отпечатана с соотношением сторон 1,78:1. Также выпущена цифровая версия фильма в стандарте DCI для «плоского» и 3D показа. Оригинальная фонограмма на 70-мм фильмокопиях записана по системе DTS, а 35-мм фильмокопии содержали две цифровых оптических фонограммы в стандартах SDDS, Dolby Digital и аналоговую оптическую Dolby SR.